# 池谷理香子
池谷 理香子（いけたに りかこ、11月5日 - ）は、日本の漫画家。茨城県出身。東京都在住。

## 略歴
- 1989年 - 多摩美術大学在学中に『ヤングユー』にて「いつか何処かで」でデビュー。
- 2008年 - コンタクトレンズワンデーアキュビューのCMでイラストが起用された。
- 2009年 - 『Cookie』（集英社）12月号より「シックス ハーフ」を連載し、2015年1月号で完結。

## 作品リスト
- おやすみなさい
- 3時のおやつ
- ピーナッツ
- ポップコーン
- ラブ アンド ピース
- さよならスモーキーブルー
- 月曜日につづく
- おわらない夏の終わり
- ミドリの森
- もしもあなたがいなければ
- MAMA（全2巻）
- MINT -ミント-
- マイナス×マイナス
- 近距離恋愛
- サムシング（全4巻）
- FUTAGO -ふたご-（全5巻）
- 秘密のタカラモノ
- あなたはあの星の下に
- 小さい羊は夢を見る
- 天使の卵―エンジェルス・エッグ―（原作：村山由佳）
- 微糖ロリポップ（全7巻）
- シックス ハーフ（全11巻）
- ハコイリのムスメ（全13巻）
- ハコイリのムスメ 番外編[1]（『Cookie』2022年1月号）
- テトテトテ（『Cookie』2022年9月号[2] - 連載中）